# 权力的游戏 (第四季)
美國電視連續劇《权力的游戏》第四季於2014年4月6日在美國HBO首播，共十集。劇情根據乔治·马丁的小說《冰与火之歌》系列的第三部《劍刃風暴》的下半部以及四、五部小說《群鴉盛宴》、《魔龙的狂舞》拍攝。

## 演員

### 主要演員
- 彼特·丁拉基 飾 提利昂·蘭尼斯特
- 尼可拉·科斯特-瓦爾道 飾 詹姆·蘭尼斯特
- 琳娜·海莉 飾 瑟曦·蘭尼斯特
- 艾美莉·克拉克 飾 丹妮莉絲·坦格利安
- 基特·哈靈頓 飾 瓊恩·雪諾
- 埃丹·吉倫 飾 培提爾·貝里席（小指頭）
- 查尔斯·丹斯 飾 泰溫·蘭尼斯特
- 娜塔莉·多莫 飾 瑪格麗·提利爾
- 連恩·康寧漢 飾 達沃斯
- 斯蒂芬·迪蘭 飾 史坦尼斯·拜拉席恩
- 卡里斯·范·豪滕 飾 梅莉珊卓
- 傑克·格利森 飾 喬佛里·拜拉席恩
- 阿爾菲·阿倫 飾 席恩·葛雷喬伊
- 伊薩克·亨普斯特德-懷特 飾 布蘭·史塔克
- 蘇菲·特納 飾 珊莎·史達克
- 麦茜·威廉姆斯 飾 艾莉亞·史塔克

## 集數列表
| 總集數 | 集數 （季） | 標題                                  | 導演              | 編劇                     | 首播日期      | 美國收視人數 （百萬） |
| ------ | ----------- | ------------------------------------- | ----------------- | ------------------------ | ------------- | --------------------- |
| 31     | 1           | 双剑 Two Swords                       | D·B·魏斯          | 大衛·貝尼奥夫 & D·B·魏斯 | 2014年4月6日  | 6.64                  |
| 32     | 2           | 狮子与玫瑰 The Lion and the Rose      | 亞歴克斯·格雷福斯 | 喬治·R·R·馬丁            | 2014年4月13日 | 6.31                  |
| 33     | 3           | 破镣之人 Breaker of Chains            | 亞歴克斯·格雷福斯 | 大衛·貝尼奥夫 & D·B·魏斯 | 2014年4月20日 | 6.59                  |
| 34     | 4           | 守誓之剑 Oathkeeper                   | 蜜雪兒·麥勞倫     | 布莱恩·克格曼            | 2014年4月27日 | 6.95                  |
| 35     | 5           | 继他之名 First of His Name            | 蜜雪兒·麥勞倫     | 大衛·貝尼奥夫 & D·B·魏斯 | 2014年5月4日  | 7.16                  |
| 36     | 6           | 天理与公理 The Laws of Gods and Men   | 埃利克·薩卡洛夫   | 布萊恩·克格曼            | 2014年5月11日 | 6.40                  |
| 37     | 7           | 知更展翅 Mockingbird                  | 埃利克·薩卡洛夫   | 大衛·貝尼奥夫 & D·B·魏斯 | 2014年5月18日 | 7.20                  |
| 38     | 8           | 魔山与毒蛇 The Mountain and the Viper | 亞歴克斯·格雷福斯 | 大衛·貝尼奥夫 & D·B·魏斯 | 2014年6月1日  | 7.17                  |
| 39     | 9           | 长城守望者 The Watchers on the Wall   | 尼爾·馬歇爾       | 大衛·貝尼奥夫 & D·B·魏斯 | 2014年6月8日  | 6.95                  |
| 40     | 10          | 万生之子 The Children                 | 亞歴克斯·格雷福斯 | 大衛·貝尼奥夫 & D·B·魏斯 | 2014年6月15日 | 7.09                  |

## 音樂
冰島後搖滾樂團诗格洛丝出現在第二集，以音樂家身分在皇室的婚禮上表演，權力遊戲系列維持該系列的傳統使用獨立音樂，第二季的The National (band)、第三季的The Hold Steady到本季的诗格洛丝皆是。

## 外部連結
- 權力的遊戲（第四季）官方網站（英文）
- 《權力的遊戲》各集列表 来自互联网电影数据库（英文）